# Нова Подолка
Нова Подолка – колишній населений пункт у Башкортостані.
Заснований у 1901 році переселенцями із сіл Лапківці та Чорний Острів Проскурівського повіту Подільської губернії.
Станом на 1917 р. с. Ново-Подолка входило до складу Четирманівської волості Стерлітамакського повіту. Переписом того ж року зафіксовано 73 домогосподарства. За національним складом Ново-Подолка була українською. 
У 1920 р. с. Ново-Подолка входило вже до складу Зірганівської волості. У 72 домогосподарствах проживало 408 українців. У 1925 р. у населеному пункті нараховувалось 53 господарства. Жителів Ново-Подолки розселили наприкінці 1960-х рр., за іншими даними село припинило існування у 1988 р.